# Moca mniograpta
Moca mniograpta is een vlinder uit de familie van de Immidae. De wetenschappelijke naam van de soort is voor het eerst geldig gepubliceerd in 1931 door Edward Meyrick.